# Raquel Rosique Navarro
Raquel Rosique Navarro (24 de enero de 1978 en Elche, Alicante, España), es la presidenta de la Fundación del Deporte Ilicitano y exjugadora de balonmano que militaba en el Club Balonmano Elche. 

## Profesional
Licenciada en Historia por la Universidad de Alicante y Máster en Administración y Dirección de Empresas por la Universidad Miguel Hernández de Elche actualmente es la presidenta de la Fundación del Deporte Ilicitano.
En el 2010, tras retirarse del deporte activo, dirigió, como directora de gestión, la Entidad Urbanísticas de Conservación del Parque Industrial de Elche.

## Trayectoria
Formada en la cantera de este club, es su actual capitana y ha sido posiblemente una de las mejores jugadoras que han pasado por él a lo largo de su historia.
Debutó en el primer equipo del Club Balonmano Elche con tan sólo 16 años, coincidiendo con la época más laureada del equipo. Ha sido internacional en numerosas ocasiones en las categorías inferiores, siendo su máximo logro el subcampeonato del mundo Universitario conseguido en Valencia y un cuarto puesto conseguido en este mismo campeonato en Francia.
En el Club Balonmano Elche ha militado 11 temporadas en División de Honor y 4 temporadas en Primera División.
Ha logrado 3 ascensos a División de Honor, el último en el año 2007.
Nombrada mejor deportista de Elche en 2003, premio que han conseguido entre otros Juande Ramos o Isabel Fernández y que concede el ayuntamiento de Elche.
Durante 16 temporadas militó en el club, de las que 8 fueron como capitana. Tras una lesión en el hombro se retiró del deporte activo en 2010.